# Pantanal
De Pantanal, vroeger bekend als de Laguna de Jarayes, is het grootste draslandgebied ter wereld. De regio, waarvan de naam is afgeleid van het Portugese woord “pântano” (wat “moeras” betekent), bevindt zich in Zuid-Amerika, voor het overgrote deel in Brazilië maar de Pantanal bestrijkt ook delen van Bolivia en Paraguay. In totaal bedraagt het gebied 150.000 km².
De Pantanal stroomt over in het regenseizoen, waardoor 80% van het gebied onder water komt te staan. Daardoor bevat de Pantanal ’s werelds rijkste collectie aan waterplanten. Er wordt vermoed dat de Pantanal het dichtste flora- en fauna-ecosysteem ter wereld heeft. Het gebied wordt echter vaak overschaduwd door het Amazoneregenwoud.

## Geografie

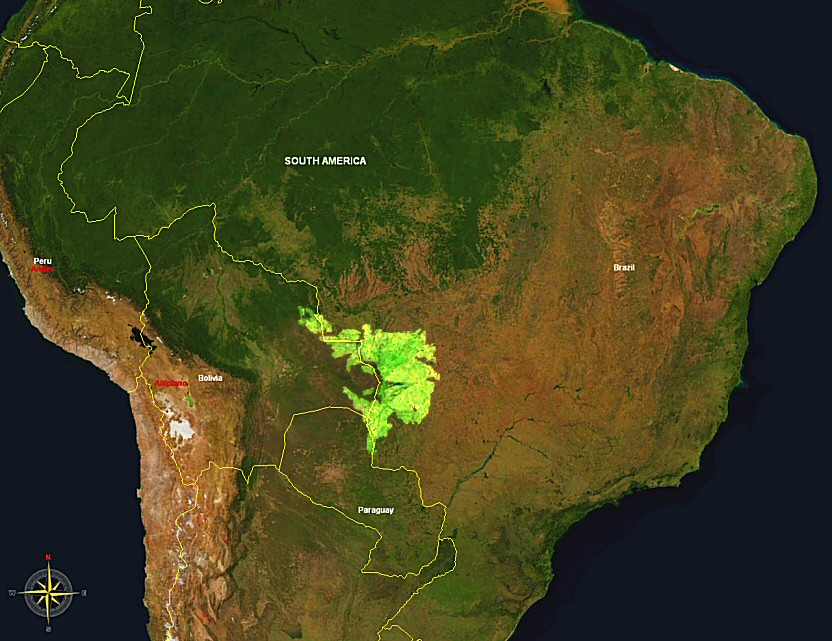
Locatie van de Pantanal

De Pantanal is een groot bassin dat zijn water krijgt van hoger gelegen land (zoals het Mato Grosso Plateau). Het water verlaat het bassin weer langzaam via de Paraguay. De formatie is het gevolg van een grote pre-Andeaanse depressie van de aardkorst, gerelateerd aan de Andeaanse gebergtevorming. Het bevat een enorme interne rivierdelta, waarin verschillende rivieren uit de omliggende plateaus samenkomen.
De Pantanal grenst in het westen en noordwesten aan de Bosque chiquitano, en in het zuiden en zuidwesten aan de Gran Chaco. De Cerrado-savannes liggen ten noorden, oosten en zuidoosten van de Pantanal.
De Pantanal heeft een gemiddelde neerslag van 1000–1400 mm per jaar. De temperatuur is er meestal 25 °C, maar kan oplopen tot 40 °C.
Gedurende de regentijd (december – mei) stijgt de waterstand van de Pantanal meer dan drie meter. Net als de jaarlijkse overstroming van de Nijl maakt deze overstroming het omliggende land erg vruchtbaar. Er groeien dan ook zeer veel planten. Mensen maken hier gretig gebruik van. Zo gretig zelfs, dat het een probleem begint te worden. Ongeveer 99% van de Pantanal is privé bezit en wordt gebruikt voor landbouw en veeteelt. Er zijn ongeveer 2500 fazendas in het gebied, met ongeveer 8 miljoen dieren aan vee.
De Pantanal levert helder water aan veel omliggende gebieden. Er is echter een grens aan de mate waarin water op natuurlijke wijze wordt gezuiverd door de Pantanal. Vooral afval van industrieën (met name de goudwinning) begint een serieus probleem te worden.

## Flora en fauna
Het ecosysteem is het thuis van 3500 plantensoorten, meer dan 650 vogelsoorten, 400 vissoorten, ongeveer 100 soorten zoogdieren en 80 soorten reptielen.
De acuripalm Attalea (Attalea phalerata) is een belangrijke voedselbron voor de fauna zoals de halsbandpekari en hyacintara.
De Pantanal is het natuurlijke huis voor de hyacintara. Deze vogel wordt ernstig bedreigd vanwege de handel in deze dieren op de zwarte markt (in de Verenigde Staten zijn ze al snel $10.000 waard). Andere bedreigde diersoorten die voorkomen in de Pantanal zijn de jaguar, kaaiman, manenwolf, reuzenotter, reuzengordeldier, moerashert, capibara en laaglandtapir.

## Bedreigingen voor de Pantanal
Het ecosysteem van de Pantanal wordt sterk bedreigd door menselijke activiteiten, zoals overmatig recreatief vissen, jagen, smokkelen van bedreigde diersoorten, zeer veel toerisme en ontbossing in verband met landbouw. In recente seizoenen steeg het waterpeil in het regenseizoen veel verder dan gemiddeld, waardoor extra veel land onder water kwam te staan. Ook spoelden bij recente overstromingen veel pesticiden de rivieren in, wat veel vissen het leven heeft gekost.
Vooral de druk voor economische ontwikkeling (zoals oliepijpleidingen en kanalen voor de scheepvaart) is een groot probleem. Er zijn plannen om de Paraguay en Paraná zo aan te passen dat zeeschepen verder landinwaarts kunnen varen. Als dat gebeurt, zal het serieuze consequenties hebben voor het ecosysteem en de jaarlijkse overstromingscyclus.

### Natuurbranden
Branden in de Pantanal teisterden in 2020 al ongeveer 28% van het gebied, en waren in november 2020 nog steeds niet volledig onder controle. Veel boeren gebruiken namelijk het afgebrande stuk grond voor het verbouwen.

## Beschermde gebieden

### Nationaal park Pantanal Matogrossense
Een deel van de Pantanalregio in Brazilië is omgezet tot het Nationaal park Pantanal Matogrossense. Dit 1350 km² grote park werd opgericht in september 1981. Het park is gelokaliseerd in de regio Poconé in de staat van Mato Grosso.

### SESC Pantanal Private Natural Heritage Reserve
Het SESC Pantanal Private Natural Heritage Reserve (Reserva Particular do Patrimonio Natural SESC Pantanal) is een ander reservaat in Brazilië, niet ver van het Pantanal Matogrossense National Park. Dit reservaat is privé-bezit, en werd opgericht in 1998. Het reservaat heeft een oppervlakte van 878 km². Het is een mix van permanente rivieren, seizoensgebonden waterstromen, meren en drasland.

## In fictie
- The Testament, een roman van John Grisham, speelt zich grotendeels af in de Pantanal.
- Pantanal is de titel van een Braziliaanse telenovela-serie, die zich afspeelt in de Pantanal.